# Спиначи (Пескара)
Спиначи (итал. Spinaci) је насеље у Италији у округу Пескара, региону Абруцо.
Према процени из 2011. у насељу је живело 8 становника. Насеље се налази на надморској висини од 714 м.